# OneRepublic
A OneRepublic 2003-ban megalakult amerikai pop-rock- és alternatívrock-együttes, amely a coloradói Colorado Springsből származik.

## Tagok
Jelenlegi tagok
- Ryan Tedder – ének, ritmusgitár, akusztikus gitár, zongora, billentyűs hangszerek, basszusgitár, csörgődob, dzsembé, ütőhangszerek (2002–)
- Zach Filkins – gitár, brácsa, akusztikus gitár, csörgődob, háttérvokál (2002–)
- Drew Brown – ritmusgitár, akusztikus gitár, billentyűs hangszerek, harangjáték, marimba, basszusgitár, zongora, csörgődob, ütőhangszerek, dobok, háttérvokál (2002–)
- Eddie Fisher – dobok, ütőhangszerek, dzsembé, doboz, gitár, harangjáték (2005–)
- Brent Kutzle – basszusgitár, cselló, akusztikus gitár, billentyűs hangszerek, zongora, gitár, csörgődob, háttérvokál (2007–)

Korábbi tagok
- Jerrod Bettis – dobok (2002–2005)
- Tim Myers – basszusgitár (2004–2007)

## Diszkográfia
Stúdióalbumok
- Dreaming Out Loud (2007)
- Waking Up (2009)
- Native (2013)
- Oh My My (2016)
- Human (2021)